# Elvis (pel·lícula de 2022)
Elvis és una pel·lícula de drama musical biogràfic de 2022 dirigida per Baz Luhrmann, que va coescriure el guió amb Sam Bromell, Craig Pearce i Jeremy Doner. És protagonitzada per Austin Butler amb el paper d'Elvis Presley i Tom Hanks com el seu representant, el coronel Tom Parker, amb Olivia DeJonge, Helen Thomson, Richard Roxburgh, Kelvin Harrison Jr., Xavier Samuel, David Wenham, Kodi Smit-McPhee i Luke Bracey en papers secundaris. La pel·lícula està dedicada a la memòria del fundador de la Ladd Company, Alan Ladd Jr. que va morir el març de 2022. El 7 de setembre de 2023 la plataforma Movistar+ va incorporar els subtítols en català. El 27 d'octubre del mateix any el Govern català va anunciar que HBO Max doblaria el film al català. El gener de 2024 es va publicar el doblatge en llengua catalana.
El 2014 es va anunciar que Luhrmann dirigiria un biopic d'Elvis Presley, encara que el projecte no es va anunciar oficialment fins al març del 2019. Butler va ser elegit per al paper principal al juliol, superant diversos actors d'alt nivell. El rodatge va començar a Austràlia, país natal de Luhrmann, el gener del 2020, però es va interrompre entre març i setembre a causa de l'aparició de la pandèmia de COVID-19. El rodatge va finalitzar més d'un any després del seu inici, el març del 2021.
Elvis es va estrenar al Festival de Cinema de Canes el 25 de maig de 2022, i va ser estrenada en cinemes per Warner Bros. Pictures a Austràlia el 23 de juny de 2022, i als Estats Units el 24 de juny. La pel·lícula ha recaptat més de 113 milions de dòlars a tot el món i ha rebut crítiques generalment positives dels crítics, amb les seqüències musicals i l'actuació de Butler aconseguint un gran reconeixement. Als 76ns Premis BAFTA va aconseguir quatre dels nou guardons a què optava.

## Repartiment
- Austin Butler com Elvis Presley
  - Chaydon Jay com el jove Elvis Presley
- Tom Hanks com el coronel. Tom Parker, gerent d'Elvis
- Olivia DeJonge com a Priscilla Presley (de soltera Wagner), la dona d'Elvis
- Helen Thomson com a Gladys Presley (de soltera Smith), mare d'Elvis
- Richard Roxburgh com Vernon Presley, el pare d'Elvis
- Kelvin Harrison Jr. com a BB King
- Xavier Samuel com a Scotty Moore
- David Wenham com a Hank Snow
- Kodi Smit-McPhee com a Jimmie Rodgers Snow
- Luke Bracey com a Jerry Schilling
- Dacre Montgomery com a Steve Binder
- Leon Ford com a Tom Diskin, portaveu del coronel. Tom Parker[6]
- Alton Mason com a Little Richard
- Yola Quartey com la germana Rosetta Tharpe
- Gary Clark Jr. com Arthur Crudup
- Natasha Bassett com a Dixie Locke
- Kate Mulvany com Marion Keisker
- Josh McConville com a Sam Phillips[7]
- Christopher Sommers com Horace Logan
- Nicholas Bell com el senador Jim Eastland (D, Mississipi)
- Anthony LaPaglia com a Bernard Lansky
- Christian Kisando com a Smoky, l'amic de la infància d'Elvis Shake Rag
- John Mukristayo com a Jimmy, l'amic de la infància d'Elvis Shake Rag
- Miles Burton com a Bobby, l'amic de la infància d'Elvis Shake Rag
- Gad Banza com a Doc, l'amic d'infància d'Elvis Shake Rag
- Adam Dunn com a Bill Black
- Terepai Richmond com a DJ Fontana
- Patrick Shearer com a Dewey Phillips
- Liz Blackett com a Minnie Mae "Dodger" Presley (de soltera Hood), l'àvia d'Elvis
- Cle Morgan com a Mahalia Jackson
- Shonka Dukureh com Willie Mae "Big Mama" Thornton

## Producció

### Desenvolupament i càsting
El projecte es va anunciar per primera vegada l'abril de 2014, quan Baz Luhrmann va entrar en negociacions per dirigir la pel·lícula, amb Kelly Marcel escrivint el guió.
No es van anunciar més avenços fins al març del 2019, quan Tom Hanks va ser elegit per al paper del coronel Tom Parker. Luhrmann es va encarregar de la direcció, i també va substituir a Marcel com a guionista per Sam Bromell i Craig Pearce. El juliol, els favorits per al paper de Presley eren Ansel Elgort, Miles Teller, Austin Butler, Aaron Taylor-Johnson i Harry Styles; aquell mateix mes, Butler va aconseguir el paper, després d'impressionar Luhrmann amb una cinta d'audio en què cantava "Unchained Melody". Luhrmann va revelar en una entrevista amb Entertainment Weekly que va rebre una trucada de l'actor i director Denzel Washington recomanant-li a Butler. L'octubre, Olivia DeJonge va ser triada per interpretar a Priscilla Presley. Maggie Gyllenhaal i Rufus Sewell van ser triats per al paper de Gladys i Vernon Presley el febrer de 2020 (encara que van ser substituïts a la pel·lícula per Helen Thomson i Richard Roxburgh, respectivament), i Yola va ser triada per al paper de la germana Rosetta Tharpe.

### Rodatge
El rodatge principal va començar el 28 de gener de 2020 a Austràlia. El 12 de març de 2020, la producció es va aturar quan Hanks i la seva esposa Rita Wilson van donar positiu en la prova de COVID-19 durant la pandèmia. El rodatge es va reprendre el 23 de setembre. El setembre de 2020, Luke Bracey, Richard Roxburgh, Helen Thomson, Dacre Montgomery, Natasha Bassett, Xavier Samuel, Leon Ford, Kate Mulvany, Gareth Davies, Charles Grounds, Josh McConville i Adam Dunn es van unir al repartiment de la pel·lícula. Roxburgh i Thomson van substituir Sewell i Gyllenhaal, respectivament, que van haver d'abandonar la pel·lícula a causa de conflictes d'agenda provocats pel retard del rodatge. El desembre es va anunciar que Kelvin Harrison Jr. interpretaria a B.B. King. El gener de 2021, es va informar que Alton Mason interpretaria Little Richard en la pel·lícula. El 25 de maig de 2022, Butler va revelar a GQ que, després de finalitzar el rodatge el març de 2021, va estar hospitalitzat i postrat al llit durant una setmana després que se li diagnostiqués un virus que simulava una apendicitis.